# Antiquity (revista)
Antiquity es una revista académica y de investigación dedicada al tema de la arqueología.  Edita seis números al año con interés en temas de todos los períodos y de todo el mundo. Su actual editor es el profesor Robert Witcher, de la Universidad de Durham. Desde 2015, la revista ha sido publicada por Cambridge University Press.

## Historia
Antiquity fue fundada por el arqueólogo británico OGS Crawford en 1927 y originalmente se llamó Antiquity: A Quarterly Review of Archaeology. La revista es propiedad de Antiquity Trust, una organización benéfica registrada.  Los fideicomisarios actuales son Graeme Barker, Amy Bogaard, Robin Coningham (presidente), Barry Cunliffe, Roberta Gilchrist, Anthony Harding, Carl Heron, Martin Millett, Nicky Milner, Stephanie Moser y Cameron Petrie. 

## Editores
- OGS Crawford (1927-1957) [6]
- GlynDaniel (1958-1986) [7]
- Cristóbal Chippindale (1987-1997) [8]
- Caroline Malone (1998-2002) [9]
- Martín Carver (2003-2012) [10]
- Chris cicatriz (2013-2017) [11]
- Robert Witcher (2018-actualidad)[12]

## Consejo
El Consejo asesor editorial de Antiquity tiene 25 miembros de Australia, Brasil, China, Francia, Alemania, Japón, Nueva Zelanda, Filipinas, Rusia, Reino Unido y Estados Unidos. 